# Hugh B. Sutherland
Hugh Brown Sutherland (* 22. Januar 1920 in Glasgow; † 20. Dezember 2011 ebenda) war ein britischer Bauingenieur (Geotechnik) und Professor an der Universität Glasgow.
Sutherland war der Sohn eines Klempners und wollte zunächst Versicherungsangestellter werden, wechselte dann aber zu einer Ausbildung als Ingenieur bei der Stadt Glasgow, wobei er Kurse am Royal Technical College besuchte. Er setzte das während des Zweiten Weltkriegs fort, als er an der Auswertung von Luftbildern zur Bombardierung Deutschlands beteiligt war und Ingenieurskurse für Kadetten gab. Nach dem Krieg spezialisierte er sich auf Bodenmechanik, baute ein entsprechendes Labor in Glasgow mit auf und studierte an einem der damals führenden Bodenmechanik-Zentren an der Harvard University. Danach arbeitete er in Ontario und Winnipeg unter anderem für Bergwerksgesellschaften und im Überflutungsschutz. Er kehrte nach Glasgow zurück und wurde dort Professor und später Dekan der Bauingenieurs-Fakultät. Nach seiner Emeritierung war er der erste Direktor des Glasgow University Trust.
1988 war er Rankine Lecturer (Uplift resistance in soils). Er war OBE. Er war Vizepräsident der Institution of Civil Engineers (Präsident wollte er nicht werden da er dann noch London hätte ziehen müssen).